# Csernyankai járás

A Csernyankai járás a Belgorodi területen

A Csernyankai járás (oroszul Чернянский район) Oroszország egyik járása a Belgorodi területen. Székhelye Csernyanka.

## Népesség
- 1989-ben 32 056 lakosa volt.
- 2002-ben 33 899 lakosa volt.
- 2010-ben 32 647 lakosa volt.